# Alagud, Shrirangapattana
Alagud là một làng thuộc tehsil Shrirangapattana, huyện Mandya, bang Karnataka, Ấn Độ.